# Peter Lisson
Peter Lisson (* 7. September 1936) ist ein ehemaliger deutscher Eisenbahnmanager.

## Leben
Peter Lisson studierte von 1954 bis 1960 Elektrotechnik an den Technischen Hochschulen in München und Gottfried Wilhelm Leibniz Universität in Hannover. Anschließend erfolgte eine Referendarausbildung bei der Deutschen Bundesbahn. Von 1964 bis 1968 ging er einem nebenberuflichen arbeits- und wirtschaftswissenschaftlichen Aufbaustudium an der TU München nach. Lisson nahm während seiner beruflichen Laufbahn diverse Tätigkeiten und Leitungsfunktionen bei der DB in München, Mainz, Frankfurt und Hamburg wahr. Von 1982 bis 1993 war er letzter Präsident der Bundesbahndirektion München.
Um 1995 war er Beauftragter der Konzernleitung für den Freistaat Bayern.

### Lehrtätigkeit
Von 1980 bis 1987 war Lisson Honorarprofessor an der Fakultät Elektrotechnik im Fachgebiet Elektrische Bahnen der Universität Hannover.

## Ehrungen
- 1991: Bundesverdienstkreuz am Bande
- 1997: Bundesverdienstkreuz erster Klasse des Verdienstordens der Bundesrepublik Deutschland

## Schriften
- (Hrsg.): Drehscheibe des Südens: Eisenbahnknoten München. Hestra-Verlag, Darmstadt 1991, ISBN 3-7771-0236-9.